# Rabbtjärnen, Lappland
Rabbtjärnen är en sjö i Jokkmokks kommun i Lappland och ingår i Luleälvens huvudavrinningsområde.